# گنذر
گنذر، روستایی از توابع بخش مرکزی شهرستان ماسال در استان گیلان ایران است.
اهالی این روستا به زبان تالشی حرف می زنند
در قدیم اهالی گنذر کارشان رام و پرورش گوزن بوده است اسم این روستا هم از گویش تالشی گوزن(گنذ) گرفته شده است. این روستا دارای چندین محله بوده است که در سال‌های اخیر هر کدام جداگانه روستا شده انده 
روستای های دیگا و توت نسا و نسا  از محله های گنذر بوده اند

## جمعیت
این روستا در دهستان ماسال قرار دارد و براساس سرشماری مرکز آمار ایران در سال ۱۳۸۵، جمعیت آن ۳۸۱ نفر (۸۹خانوار) بوده‌است.